# 下加拿大共和国
下加拿大共和国（英語：Republic of Lower Canada）是1838年下加拿大叛乱期间宣布成立的一个未受国际普遍承认国家。数月后，叛乱失败，该国也随之瓦解。